# Per Pinstrup-Andersen

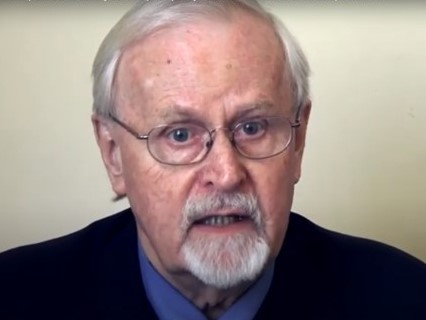
Per Pinstrup-Andersen (2015)

Per Pinstrup-Andersen (* 7. April 1939 in Bislev) ist ein dänischer Agrarökonom. Er ist Professor an der Cornell University.

## Leben
Pinstrup-Andersen studierte Agrarökonomie an der Königlichen Veterinär- und Landwirtschaftsuniversität (B.S., 1965) und an der Oklahoma State University (M.S., 1967 und Ph.D., 1969). Von 1969 bis 1976 arbeitete er am CIAT. 1977 bis 1980 war er an der Königlichen Veterinär- und Landwirtschaftsuniversität. 1980 bis 1987 arbeitete er am IFPRI, dessen Direktor er zwischen 1992 und 2002 war. Von 1987 bis 1992 lehre er in Cornell. Seit 2003 ist er wieder Professor an der Königlichen Veterinär- und Landwirtschaftsuniversität sowie in Cornell.
Pinstrup-Andersen hält fünf Ehrendoktortitel und gewann 2001 den Welternährungspreis für seine Beiträge zur Agrarforschung, Ernährungspolitik und dem Leben der Armen.

## Arbeit
Zu Pinstrup-Andersens Forschungsgebieten gehören Ernährungspolitik, Forschungs- und Technologiepolitik, und Globalisierung und Ernährung. Er hat über 400 Bücher, Artikel und Buchkapitel veröffentlicht.

## Veröffentlichungen (Auswahl 1998–2008)
- J. Bryce, D. Coitinho, I. Darnton-Hill, D. Pelletier, P. Pinstrup-Andersen: Maternal and Child Undernutrition: Effective Action at National Level. In: The Lancet. Band 371, Nr. 9611, 2008, S. 510–526.
- P. Pinstrup-Andersen, F. Cheng: Still Hungry. In: Scientific American. Band 297, Nr. 3, 2007, S. 96–103.
- P. Pinstrup-Andersen: Agricultural Research and Policy for Better Health and Nutrition in Developing Countries: A Food Systems Approach. In: K. Otsuka, K. Kalirajan (Hrsg.): Contributions of Agricultural Economics to Critical Policy Issues. Blackwell, Malden, MA 2007, S. 187–198.
- P. Pinstrup-Andersen, P. Sandøe (Hrsg.): Ethics, Hunger and Globalization. In: Search of Appropriate Policies. Springer, Dordrecht 2007.
- N. Koning, P. Pinstrup-Andersen: Agricultural Trade Liberalization and the Least Developed Countries. Springer, Wageningen 2007.
- P. Pinstrup-Andersen, S. Shimokawa: Rural Infrastructure and Agricultural Development. In: F. Bourguignon, B. Pleskovic (Hrsg.): Annual World Bank Conference on Development Economics – Global 2007: Rethinking Infrastructure for Development. The World Bank, Washington 2007, S. 175–203.
- S. Wang, D. R. Just, P. Pinstrup-Andersen: Damage from Secondary Pests and the Need for Refuge in China. In: J. Alston, R. E. Just, D. Zilberman (Hrsg.): Regulating Agricultural Biotechnology: Economics and Policy. Springer, New York 2006.
- P. Pinstrup-Andersen: Agricultural Research and Policy to Achieve Nutrition Goals. In: A. deJanvry, R. Kanbur (Hrsg.): Poverty, Inequality and Development: Essays in Honor of Erik Thorbecke. Springer, New York 2006, S. 353–370.
- P. Pinstrup-Andersen: The Impact of Technological Change in Agriculture on Poverty and Armed Conflict. (= Inaugural Lecture. Charles Valentine Riley Memorial Lecture Series). Beltsville 2006.
- P. Pinstrup-Andersen: Focus the Global Food System on Health and Nutrition Goals. In: International Journal of Agricultural Sustainability. Band 4, Nr. 1, 2006, S. 2–4.
- P. Pinstrup-Andersen: Food System Policies in Rich Countries and Consequences in Poor Ones: Ethical Considerations. In: M. Kaiser, M. Lien (Hrsg.): Ethics and the Politics of Food. Wageningen Academic Publishers, Wageningen 2006, S. 382–385.
- P. Pinstrup-Andersen: Ethics and Economic Policy for the Food System. In: American Journal of Agricultural Economics. Band 87, Nr. 5, 2005, S. 1097–1112.
- P. Pinstrup-Andersen: Food Security in South Asia: A 2020 Perspective. In: S. Babu, A. Gulati (Hrsg.): Economic Reforms and Food Security: The Impact of Trade and Technology in South Asia. Haworth Press, Binghamton 2005, S. 41–60.
- P. Pinstrup-Andersen: Emerging Issues in Trade and Technology: Implications for South Asia. In: S. Babu, A. Gulati (Hrsg.): Economic Reforms and Food Security: The impact of trade and Technology in South Asia. Haworth Press, Binghamton 2005, S. 439–453.
- P. Pinstrup-Andersen: Agricultural Development, Food Security and Trade: The Challenges Ahead. In: G. Anania, M. E. Bohman, C. A. Carter, A. F. McCalla (Hrsg.): Agricultural Policy Reform and the WTO: Where Are We Heading. Edward Elgar, Cheltenham 2004, S. 287–297.
- P. Pinstrup-Andersen: Food Security in Developing Countries: Why Government Action is Needed. In: UN Chronicle. Band 40, Nr. 3, 2003, S. 65–69.
- P. Pinstrup-Andersen: Eradicating Poverty and Hunger as a National Security Issue for the United States. In: Environmental Change & Security Project Report 9. Woodrow Wilson International Center for Scholars, 2003, S. 22–26.
- P. Pinstrup-Andersen: Food and Agricultural Policy for a Globalizing World: Preparing for the Future. In: American Journal of Agricultural Economics. Band 84, Nr. 5, 2002, S. 1201–1214.
- P. Pinstrup-Andersen, R. Pandya-Lorch (Hrsg.): The Unifinished Agenda: Perspectives on Overcoming Hunger, Poverty, and Environmental Degradation. IFPRI, Washington 2001.
- P. Pinstrup-Andersen: Is Research A Global Public Good? In: Agriculture + Rural Development. Band 8, Nr. 1, 2001.
- S. Babu, P. Pinstrup-Andersen: Achieving Food Security in Central Asia: Current Challenges and Policy Research Needs. In: Food Policy. Band 25, Nr. 6, 2000, S. 629–635.
- P. Pinstrup-Andersen, E. Schiøler: Seeds of Contention: World Hunger and the Global Controversy over GM Crops. Johns Hopkins University Press, Baltimore 2000.
- P. Pinstrup-Andersen: Towards Ecologically Sustainable World Production. In: UNEP Industry and Environment. Band 22, Nr. 2-3, 1999, S. 10–13.